# Gregorio García Ciprés
Gregorio García Ciprés (1868-1937) fue un historiador y sacerdote español.

## Biografía
Nacido el 9 de mayo de 1868 en la ciudad navarra de Pamplona, falleció en 1937 en la ciudad aragonesa de Huesca. García Ciprés, miembro correspondiente de la Real Academia de Historia y director de la revista Linajes de Aragón, posteriormente titulada Linajes de la Corona de Aragón, a lo largo de su vida prestó especial interés a la genealogía y a la heráldica. En 1936 fueron quemados documentos de su archivo.